# Diana Muldaur
Diana Muldaur (New York, 19 agosto 1938) è un'attrice statunitense.

## Biografia
Nata a New York ma cresciuta a Martha's Vineyard, isola del Massachusetts, iniziò a recitare alle scuole superiori e in seguito allo Sweet Briar College, laureandosi nel 1960. Tra i suoi insegnanti, l'attrice teatrale Stella Adler. Apparve in film di vario genere, senza mai giungere a ruoli da protagonista, tra cui Un uomo a nudo (1968) di Frank Perry, Al di là di ogni ragionevole dubbio (1970) di Sidney J. Furie, Chi è l'altro? (1972) di Robert Mulligan e È una sporca faccenda, tenente Parker! (1974) di John Sturges.
Sin dagli inizi della carriera ha privilegiato la recitazione in produzioni televisive. È conosciuta soprattutto dagli spettatori di Star Trek per avervi partecipato in due distinti periodi: negli anni sessanta come guest star, in due episodi della serie classica; negli anni ottanta, con il ruolo ricorrente della dottoressa Katherine Pulaski nella seconda stagione di Star Trek: The Next Generation. È celebre anche per il ruolo della naturalista e scrittrice britannica Joy Adamson nella serie Nata libera (1974), ispirata all'omonimo film di James Hill del 1966.
È la sorella maggiore del cantante Geoff Muldaur; ha vissuto a Los Angeles dal 1970 al 1991. È stata sposata con l'attore James Vickery fino alla sua morte nel 1979. Nel 1981 si è sposata con lo scrittore-produttore Robert Dozier, vivendo tra Los Angeles e Bear Valley, sempre in California nell'Alta Sierra. Nel 1991 l'attrice ha deciso di ritirarsi dalle scene dopo che a Dozier è stato diagnosticato un tumore. In seguito ha dichiarato: "Smettendo di recitare ho cominciato a vivere". Dozier è morto nel 2012. La Muldaur non ha figli.

## Filmografia parziale

### Cinema
- Un uomo a nudo (The Swimmer), regia di Frank Perry e, non accreditato, Sydney Pollack (1968)
- Number One, regia di Tom Gries (1969)
- Al di là di ogni ragionevole dubbio (The Lawyer), regia di Sidney J. Furie (1970)
- Uno spaccone chiamato Hark (One More Train to Rob), regia di Andrew V. McLaglen (1971)
- Chi è l'altro? (The Other), regia di Robert Mulligan (1972)
- È una sporca faccenda, tenente Parker! (McQ), regia di John Sturges (1974)
- Al di là della ragione (Beyond Reason), regia di Telly Savalas (1977)

### Televisione
- Mr. Broadway – serie TV, episodio 1x07 (1964)
- Il dottor Kildare (Dr. Kildare) – serie TV, 6 episodi (1966)
- Hawk l'indiano (Hawk) – serie TV, episodio 1x07 (1966)
- Mannix – serie TV, 3 episodi (1967)
- I giorni di Bryan (Run for Your Life) – serie TV, episodi 3x11-3x12 (1967)
- Il virginiano (The Virginian) – serie TV, 2 episodi (1967-1971)
- Sui sentieri del West (The Outcasts) – serie TV, episodio 1x02 (1968)
- Star Trek – serie TV, episodi 2x20-3x05 (1968)
- Bonanza – serie TV, episodio 10x05 (1968)
- Squadra speciale anticrimine (The Felony Squad) – serie TV, episodio 3x11 (1968)
- Hawaii Squadra Cinque Zero (Hawaii Five-0) – serie TV, un episodio (1972)
- Nata libera (Born Free) – serie TV, 13 episodi (1974)
- Uno sceriffo a New York (McCloud) – serie TV, 14 episodi (1970-1977)
- Ellery Queen – serie TV, episodio 1x16 (1976)
- Charlie's Angels – serie TV, episodio 1x00 (1976)
- L'impareggiabile giudice Franklin (The Tony Randall Show) – serie TV, 6 episodi (1976-1978)
- Le strade di San Francisco (The Streets of San Francisco) - serie TV, episodio 5x20 (1977)
- Sulle strade della California (Police Story) – serie TV, 2 episodi (1977-1979)
- Maneaters Are Loose!, regia di Timothy Galfas – film TV (1978)
- Hizzonner – serie TV, 7 episodi (1979)
- L'incredibile Hulk (The Incredible Hulk) – serie TV, episodi 3x08-5x04 (1979-1981)
- Quincy (Quincy, M.E.) – serie TV, 7 episodi (1980-1981)
- La signora in giallo (Murder, She Wrote) – serie TV, episodio 1x17 (1985)
- Agatha Christie: Delitto in tre atti (Murder in Three Acts), regia di Gary Nelson – film TV (1986)
- Star Trek: The Next Generation – serie TV, 22 episodi (1988-1989) - Katherine Pulaski
- L.A. Law - Avvocati a Los Angeles (L.A. Law) – serie TV, 24 episodi (1989-1991)
- Reclusa - La rabbia di una madre (Locked Up: A Mother's Rage) – film TV (1991)
- Perry Mason: Scandali di carta (Perry Mason: The Case of the Fatal Fashion), regia di Christian I. Nyby II – film TV (1991)

## Doppiatrici italiane
- Valeria Valeri in Chi è l'altro?
- Gabriella Genta in È una sporca faccenda, tenente Parker!
- Eva Ricca in Nata libera
- Lidia Costanzo in Star Trek
- Rita Savagnone in Ellery Queen
- Maria Pia Di Meo in Star Trek: The Next Generation